# Elektrische Leitfähigkeit
Die elektrische Leitfähigkeit, auch als Konduktivität oder EC-Wert (vom englischen electrical conductivity) bezeichnet, ist eine Stoffeigenschaft und physikalische Größe, die angibt, wie gut elektrischer Strom geleitet wird.
Das Formelzeichen der elektrischen Leitfähigkeit ist {\displaystyle \sigma } (griechisch sigma), auch {\displaystyle \gamma } (gamma), in der Elektrochemie und Elektrotechnik auch {\displaystyle \kappa } (kappa). Die abgeleitete SI-Einheit der elektrischen Leitfähigkeit ist S/m (Siemens pro Meter). Der Kehrwert der elektrischen Leitfähigkeit ist der spezifische Widerstand.
Die elektrische Leitfähigkeit ist definiert als die Proportionalitätskonstante zwischen der Stromdichte {\displaystyle {\vec {J}}} und der elektrischen Feldstärke {\displaystyle {\vec {E}}}:
{\displaystyle {\vec {J}}=\sigma \;{\vec {E}}}
Im Spezialfall konstanter elektrischer Leitfähigkeit entspricht diese Definitionsgleichung dem ohmschen Gesetz.

## Leitfähigkeit als Tensor und Vektorfeld
Im speziellen Fall eines isotropen (nicht von der Richtung abhängigen) und linearen (nicht von Einflussgrößen abhängigen) Mediums ist die elektrische Leitfähigkeit ein Skalar (eindimensionale Größe). Nur in diesem einfachen, in der Anwendung aber häufigen Fall erfolgt daher die Stromleitung proportional und in derselben Richtung wie das die Stromdichte verursachende elektrische Feld. In diesem Fall gilt das ohmsche Gesetz.
In einem anisotropen und linearen Material ist die elektrische Leitfähigkeit ein Tensor 2. Stufe (Dyade), also eine mehrdimensionale Größe. Beispiele für Materialien mit solchen Eigenschaften sind Materialien mit Strukturen wie Graphit, Kristalle und Hochtemperatursupraleiter.
Selbst wenn der spezifische Widerstand eines Materials bekannt ist, kann die Berechnung der Leitfähigkeit eines daraus hergestellten Gegenstands in einigen Fällen viel komplizierter sein als die Formel {\textstyle \sigma ={\frac {I\cdot l}{U\cdot A}}}. Ein Beispiel ist die Profilierung des Ausbreitungsleitwert, bei der das Material inhomogen ist (unterschiedliche Leitfähigkeit an verschiedenen Stellen) und die genauen Wege des Stromflusses nicht offensichtlich sind.
{\displaystyle J(r)=\sigma (r)E(r)\,\,\rightleftharpoons \,\,E(r)=\rho (r)J(r),}
wobei {\displaystyle E} und {\displaystyle J} nun Vektorfelder sind. Diese Gleichung bildet zusammen mit der Kontinuitätsgleichung für {\displaystyle J} und der Poisson-Gleichung für {\displaystyle E} eine Reihe von partiellen Differentialgleichungen. In speziellen Fällen kann eine exakte oder annähernde Lösung dieser Gleichungen von Hand berechnet werden, aber für sehr genaue Antworten in komplexen Fällen können Computermethoden wie die Finite-Elemente-Analyse erforderlich sein.

## Zusammenhänge und Einheiten
Es ist zu beachten, dass obige Gleichung – sie zählt zu den drei fundamentalen Materialgleichungen – sich nicht aus den Maxwellschen Gleichungen ableiten lässt. Die Maxwellschen Gleichungen mit den Kontinuitätsgesetzen und den Materialgleichungen stellen das Fundament der nichtrelativistischen elektrodynamischen Feldtheorie dar.
Der Leitwert {\displaystyle G} als Kehrwert des Widerstandes ist eine Eigenschaft eines Körpers.
Die Leitfähigkeit {\displaystyle \sigma } als Kehrwert des spezifischen Widerstands ist eine Eigenschaft eines Materials.
{\displaystyle G} und {\displaystyle \sigma } sind miteinander verknüpft über einen Faktor, der sich aus dem geometrischen Aufbau des Körpers ergibt.
Hinweis: Die grundlegenden Normen wie DIN 1304, DIN EN 80000-6, IEC 60050 bzw. IEV verwenden den Begriff „Leitfähigkeit“ oder „elektrische Leitfähigkeit“, aber ein Zusatz „spezifisch“ kommt dort im Zusammenhang mit Leitfähigkeit nicht vor. Die Abhängigkeit vom jeweiligen Material steckt bereits in der Definition des Begriffs.
Die abgeleitete SI-Einheit der elektrischen Leitfähigkeit ist S/m (Siemens pro Meter). Gebräuchlich sind zudem S/cm, m/(Ω·mm2) und S·m/mm2, wobei die Zusammenhänge 1 S/cm = 100 S/m und 1 m/(Ω·mm2) = 1 S·m/mm2 = 106 S/m gelten.
Eine weitere besonders in den USA gebräuchliche Einheit ist IACS, für englisch International Annealed Copper Standard. Hier wird die Leitfähigkeit in Bezug zur Leitfähigkeit in reinem geglühten Kupfer ausgedrückt: 100 % IACS = 58 · 106 S/m.

## Elektrische Leitfähigkeit verschiedener Stoffe
| Material                         | Einordnung  | σ in S/m  | Quelle               |
| -------------------------------- | ----------- | --------- | -------------------- |
| Graphen                          | Nichtmetall | 1e8       | [ 4 ]                |
| Silber                           | Metall      | 6.1e7     | [ 5 ]                |
| Kupfer                           | Metall      | 5.8e7     | [ 6 ] [ 7 ]          |
| Gold                             | Metall      | 4.5e7     | [ 5 ]                |
| Aluminium                        | Metall      | 3.7e7     | [ 5 ]                |
| Eisen                            | Metall      | 1.0e7     | [ 5 ]                |
| Stahl C35 (WNr. 1.0501)          | Metall      | 8.6e6     | [ 8 ]                |
| Blei                             | Metall      | 4.7e6     | [ 5 ]                |
| Graphit (parallel zu Schichten)  | Nichtmetall | 3e6       | [ 9 ]                |
| Graphit (quer zu Schichten)      | Nichtmetall | 3e2       | [ 9 ]                |
| Edelstahl WNr. 1.4301            | Metall      | 1.4e6     | [ 10 ]               |
| Quecksilber                      | Metall      | 1.0e6     | [ 5 ]                |
| Mangan                           | Metall      | 6.9e5     | [ 5 ]                |
| Germanium (Fremdanteil < 10−9)   | Halbleiter  | 2e0       | [ 11 ]               |
| Silizium (Fremdanteil < 10−12)   | Halbleiter  | 5e-4      | [ 11 ]               |
| Silizium (dotiert)               | Halbleiter  | 100…106   | [ 12 ]               |
| Leitfähige Polymere              | Polymer     | 10−11…105 |                      |
| Polytetrafluorethylen („Teflon“) | Polymer     | < 10−16   | [ 13 ] [ 14 ] [ 15 ] |
| Meerwasser                       | Elektrolyt  | 5e0       | [ 16 ]               |
| Leitungswasser Trinkwasser       | Elektrolyt  | 5e-3…5e-2 | [ 16 ]               |
| Reinstwasser                     | Elektrolyt  | 5.5e-6    | [ 16 ] [ 17 ]        |

Die elektrische Leitfähigkeit ergibt sich vorzugsweise ohne Veränderung des Stoffes durch einen Transport von Elektronen. Derartige Stoffe werden unterteilt in
- Supraleiter (viele Metalle, verschiedene Legierungen, einige wenige Keramiken und manche Fullerene)

Unterhalb einer materialabhängigen Sprungtemperatur sinkt der elektrische Widerstand auf null und die Leitfähigkeit wird unendlich.
- Leiter (insbesondere alle Metalle)

Typisch (bei 25 °C): >106 S/m.
Die geringste elektrische Leitfähigkeit aller reinen Metalle hat Mangan, die größte hat Silber, das fast 100-mal besser leitet.
Reine Metalle leiten den elektrischen Strom besser als Legierungen. Selbst in reinen Metallen ist die Leitfähigkeit unterschiedlich je nach Gitteraufbau. Auch Kaltverformungen und Erwärmungen mit Veränderung des Gefüges beeinträchtigen die Leitfähigkeit. Beispielsweise leitet der angegebene Edelstahl im Verhältnis 1:7 schlechter als Reineisen.
- Halbleiter (beispielsweise Silicium, Germanium)

Bei Halbleitern hängt die Leitfähigkeit herausragend vom Reinheitsgrad ab, ferner stärker von der Temperatur und dem Druck als bei Metallen. Als einigermaßen reproduzierbare Materialeigenschaft lässt sich die Eigenleitfähigkeit angeben. Die Leitfähigkeit von Halbleitern liegt zwischen der von Leitern und Nichtleitern. Diese Einteilung stammt noch aus Zeiten, als man die Möglichkeit noch nicht kannte, ihre Leitfähigkeit durch gezielte Einlagerung von Fremdatomen (Dotierung) extrem zu verändern (Faktor 106). Hierzu hat sich eine eigene Halbleitertechnik entwickelt.
- Nichtleiter (die meisten Nichtmetalle, Kohlenwasserstoffe und andere organische Verbindungen)

Typisch < 10−8 S/m oder < 10−10 S/m.
Wie die tabellierten Daten der leitfähigen Polymere zeigen, ist die Grenze zum Nichtleiter fließend; die angegebenen Grenzwerte sind Ermessensentscheidungen.
Die Leitfähigkeit guter Isolatoren beträgt ca. 10−16 S/m.
Daneben gibt es in Elektrolyten eine mit Stofftransport verbundene Ionenleitung.

## Ursache der Leitfähigkeit
Die Leitfähigkeit eines Stoffes oder Stoffgemisches hängt von der Verfügbarkeit und Dichte beweglicher Ladungsträger ab. Diese können locker gebundene Elektronen wie beispielsweise in Metallen, aber auch Ionen oder delokalisierte Elektronen in organischen Molekülen sein, wie sie häufig durch mesomere Grenzstrukturen beschrieben werden. Stoffe mit vielen frei beweglichen Ladungsträgern sind somit leitfähig.
Real besitzt jedes Material eine gewisse, wenn auch manchmal sehr geringe, Leitfähigkeit. Selbst alle Nichtleiter und elektrische Isolierstoffe oder Isolatoren können einen Stromfluss nicht vollständig verhindern. Jedoch sind die Ströme so gering, dass sie oft vernachlässigt werden können.
Alle Nichtleiter bzw. Isolatoren können bei Anlegen einer ausreichend hohen Spannung oder durch starkes Erhitzen (höhere bzw. hohe) elektrische Ströme leiten, wobei die Struktur des Nichtleiters aber meistens zerstört wird (er zerfällt oder schmilzt), vor allem wenn er ein Festkörper war.
Beispielsweise werden Diamant und Glas bei Rotglut (ca. 1000 K) leitfähig.

### Beispiele

#### Metalle
Metalle sind Elektronenleiter. Deren Elektronen im Leitungsband sind beweglich und transportieren den elektrischen Strom sehr gut.

#### Ionenleitung
Reinstwasser hat eine gewisse Leitfähigkeit (Ionenleitung, ca. 1:1013-fach geringer als bei Metallen, jedoch immer noch ca. 1000-mal leitfähiger als ein Isolierstoff). Werden dem Wasser Salze, Säuren oder Basen hinzugefügt, die in wässriger Lösung freibewegliche Ionen freisetzen, steigt die Leitfähigkeit an (bereits Leitungswasser hat eine um rund 4 Zehnerpotenzen größere Leitfähigkeit).
Brände in Niederspannungsanlagen bis 1000 V können weitgehend problemlos mit Wasser gelöscht werden; in Hochspannungsanlagen (z. B. Schaltanlagen) sollen Brände nicht mit Wasser gelöscht werden, um das Löschpersonal nicht dem Risiko eines Stromschlags auszusetzen. Nasslöscher (Löschmittel Wasser) können nach DIN VDE 0132 in Niederspannungsanlagen aus mindestens 1 m Abstand (Sprühstrahl) bzw. 3 m Abstand (Vollstrahl) benutzt werden.

#### Dotierung (Elektronen, Defektelektronen)
Mit einer Dotierung kann man die Leitfähigkeit von Halbleitern stark beeinflussen (um viele Zehnerpotenzen). Wird das (höchstreine) Grundmaterial mit Elektronendonatoren (Elemente mit mehr Außenelektronen als das Grundmaterial) versetzt, spricht man von n-Dotierung (negativ geladene quasi-freie Ladungsträger in Überzahl im Vergleich zu den positiv geladenen), bei Zusatz von Elektronenakzeptoren (Elemente mit weniger Elektronen als das Grundmaterial) dagegen von p-Dotierung (positiv geladene quasi-freie Ladungsträger in Überzahl im Vergleich zu den negativ geladenen). Durch die p-Dotierung entstehen Elektronenfehlstellen, auch Löcher oder Defektelektronen genannt, die ebenso die Leitung des elektrischen Stroms ermöglichen wie die überzähligen Elektronen im Falle n-dotierter Halbleiter. Die Leitfähigkeit entsteht dadurch, dass die Löcher bzw. Elektronen beweglich sind – wenn auch nicht so beweglich wie die Elektronen in Metallen.
Halbleiter-Bauelemente wie Dioden und Transistoren beruhen auf den Effekten an den Grenzstellen von verschieden dotierten Bereichen, bei denen die Leitfähigkeit beispielsweise von Betrag und Richtung der elektrischen Feldstärke abhängt.

## Ursache des elektrischen Widerstandes
1900 formulierte Paul Drude ein nach ihm benanntes Modell, wonach der elektrische Widerstand durch Kollision der Leitungselektronen mit den als starr angenommenen Atomrümpfen des Metalls verursacht wird. Danach ist die Leitfähigkeit
{\displaystyle \sigma ={\frac {ne^{2}\tau }{m}}}.
Hier ist {\displaystyle n} die Konzentration freier Elektronen, {\displaystyle e} die Ladung, {\displaystyle m} die Masse eines Elektrons und {\displaystyle \tau } die mittlere Flugzeit des Elektrons zwischen zwei Stößen (Relaxationszeit). Dieses Modell veranschaulicht die elektrische Leitfähigkeit zwar recht gut, sagt aber manche experimentellen Ergebnisse falsch voraus, da die Annahme des freien Elektronengases zu ungenau ist: Elektronen sind Fermionen, das heißt, jeder Energiezustand im reziproken k-Raum {\displaystyle E(k)=E(p)(\approx E(v))} kann nur von zwei Elektronen eingenommen werden, so dass selbst am absoluten Nullpunkt Energieniveaus bis zur Fermi-Energie {\displaystyle E_{\text{F}}} besetzt sind und die Fermi-Kugel bilden. Die temperaturabhängige Wahrscheinlichkeit, ob ein Energieniveau {\displaystyle E(k)} mit Elektronen besetzt ist, wird dabei durch die Fermi-Dirac-Verteilung
{\displaystyle f_{0}(k,T)={\frac {1}{\mathrm {e} ^{\frac {E(k)-E_{\text{F}}}{k_{\text{B}}T}}+1}}}
angegeben. Da die Fermi-Energie {\displaystyle E_{\text{F}}} mit einigen Elektronenvolt wesentlich größer als die thermische Energie {\displaystyle k_{\text{B}}T} mit einigen Dutzend Millielektronenvolt ist, sind nur Elektronen nahe der Fermi-Energie angeregt und tragen zur elektrischen Leitfähigkeit bei. Im Nicht-Gleichgewichtszustand wird die Zeitabhängigkeit der Verteilung durch die Boltzmann-Gleichung beschrieben. Mit dieser Verbesserung, der Sommerfeld-Theorie, folgt schließlich die gleiche Leitfähigkeit wie nach Drude, jedoch mit zwei entscheidenden Veränderungen:
- Die Relaxationszeit {\displaystyle \tau } ist die Relaxationszeit der Elektronen an der Fermikante, also die der Elektronen mit der Energie {\displaystyle E_{\text{F}}}.
- Die Masse der Elektronen {\displaystyle m} hat im Kristall scheinbar eine abweichende, effektive Masse {\displaystyle m^{*}}, die richtungsabhängig und somit auch eine tensorielle Größe ist.

Der Reziprokwert der Relaxationszeit, die Streurate (Anzahl von Streuungen pro Zeit), ist dabei die Summe der individuellen Streuraten der Elektronen an Schwingungen der Atomrümpfe (den Phononen), an anderen Elektronen, an Gitterfehlern (Fremdatomen, Fehlstellen etc.) im Kristall oder auch den Wänden des Kristalls. Daraus ergibt sich eine Verallgemeinerung der Matthiessenschen Regel:
{\displaystyle {\frac {1}{\tau }}={\frac {1}{\tau _{\text{Phonon}}}}+{\frac {1}{\tau _{\text{Elektron}}}}+{\frac {1}{\tau _{\text{Störstellen}}}}+\dotsb \propto \rho ={\frac {1}{\sigma }}}
Die individuellen Relaxationszeiten führen zu den verschiedenen Temperaturabhängigkeiten der Leitfähigkeit im Metall. So ist z. B. die Streuung an Störstellen temperaturunabhängig und führt zum Restwiderstand, wohingegen die Elektron-Phonon-Streuung bei Zimmertemperatur proportional zur Temperatur ist.
Wenn man in einem allgemeinen Festkörper die Beweglichkeit der Ladungsträger {\displaystyle \mu =e\tau /m} berücksichtigt, ergibt sich:
{\displaystyle \sigma =en\mu \,}
wobei {\displaystyle n} die Ladungsträgerdichte (Anzahl pro Volumen) ausdrückt.
Erweitert man diesen Ausdruck weiter, so erhält man:
{\displaystyle \,\sigma =e(n\mu _{n}+p\mu _{p})}
Dabei ist die Elektronendichte {\displaystyle n} und deren Beweglichkeit {\displaystyle \mu _{n}} sowie der Defektelektronendichte {\displaystyle p} und deren Beweglichkeit {\displaystyle \mu _{p}}.

## Messung
Die elektrische Leitfähigkeit kann nicht direkt gemessen werden, sondern wird meist mittels Transportmessungen aus Stromstärke, Spannungsabfall und Probengeometrie analog zum spezifischen Widerstand bestimmt. Je nach Probengeometrie können verschiedene Verfahren verwendet werden.
In Flüssigkeiten werden z. B. bei einfachen Messungen Elektroden bekannter Fläche {\displaystyle A} und bekannten Abstandes {\displaystyle l} eingesetzt und die Spannung {\displaystyle U} und Stromstärke {\displaystyle I} gemessen, siehe Leitfähigkeitsmessgerät. Die Formel hierzu ist:
{\displaystyle \sigma ={\frac {I\cdot l}{U\cdot A}}}
Bei einem vorzugsweise in einer Dimension ausgedehnten guten Leiter mit bekanntem Querschnitt {\displaystyle A} (wie bei einem Draht) wird die Leitfähigkeit mittels Vierleitermessung bestimmt, wobei {\displaystyle I} der Strom durch den Leiter und {\displaystyle U} der Spannungsabfall zwischen zwei im Abstand {\displaystyle l} befindlichen Messkontakten ist. Die Einspeisung des Stromes erfolgt hierbei jenseits dieser Messkontakte, um Messfehler zu vermeiden.
Ein Verfahren zur Messung des spezifischen Flächenwiderstandes einer großflächigen, homogenen Schicht ist die Vier-Punkt-Methode und wird vor allem in der Halbleiterindustrie angewendet. Ist die Schicht dagegen klein und hat eine beliebige Form, kann die Leitfähigkeit mit der Van-der-Pauw-Messmethode bestimmt werden.
Erste Leitfähigkeitsmessgeräte, auch als Konduktometer bezeichnet, gehen auf Arbeiten von Jean-Jacques Rousseau und das historische Messgerät Diagometer zurück.

## Temperaturabhängigkeit
Die elektrische Leitfähigkeit ist abhängig von der Temperatur. Der Verlauf dieser Temperaturabhängigkeit ist abhängig vom Aufbau und von der Art des Materials bzw. von den dominierenden Mechanismen für den Transport von elektrischen Ladungen.
Der Temperaturverlauf ist häufig nur innerhalb kleiner Temperaturänderungen linear oder zeigt sogar sprunghafte Änderungen (zum Beispiel bei Phasenübergängen wie dem Schmelzen oder beim Erreichen der Sprungtemperatur bei Supraleitern).
In Metallen sinkt die Leitfähigkeit bei steigender Temperatur aufgrund zunehmender Gitterschwingungen, die den Elektronenstrom behindern. Sie haben einen positiven Temperaturkoeffizienten des elektrischen Widerstandes. So hat eine elektrische Glühlampe im stromlosen Zustand eine sehr viel höhere Leitfähigkeit als im Betrieb. Im Augenblick des Einschaltens fließt daher zunächst ein hoher Einschaltstrom (bis zu zehnmal größer als der Betriebsstrom). Ist die Glühwendel erhitzt, sinkt der Strom auf den Nennwert. Eine Faustregel lautet, dass der Widerstand pro Grad Temperaturerhöhung um 0,5 % seines Wertes steigt. Glühlampen können daher zur Strombegrenzung bzw. als thermische Sicherung verwendet werden, z. B. zum Schutz von Hochtonlautsprechern in Lautsprecherboxen. Kleine Glühlampen wurden auch zur Verstärkungs- bzw. Amplitudenregelung in Wien-Brücken-Sinusgeneratoren verwendet.
In Halbleitern nimmt die Beweglichkeit zwar ebenfalls aufgrund der Gitterschwingungen ab, aber die Ladungsträgerdichte kann sich auch verändern. Im Bereich der Störstellenreserve und Eigenleitung steigt sie überproportional (genauer: exponentiell) durch Anregung von Elektronen ins Leitungsband. Im Bereich der Störstellenleitung bleibt die Ladungsträgerdichte dagegen annähernd konstant. Die Leitfähigkeit kann also mit der Temperatur stark steigen oder leicht sinken und hängt somit auch von der Dotierung ab.
Eine praktische Anwendung der Temperaturabhängigkeit bei Halbleitern ist die Temperaturmessung mit Hilfe einer stromdurchflossenen Diode – ihre Flussspannung verringert sich streng linear mit steigender Temperatur. Zur Temperaturmessung und zur Einschaltstrombegrenzung werden Heißleiter eingesetzt, deren Leitfähigkeit mit der Temperatur stark steigt. Bei Kaltleitern erhöht sich der Widerstand bei Erwärmung, sie werden zum Beispiel als thermische oder selbstrückstellende Sicherung verwendet.
In Supraleitern sinkt unterhalb der Sprungtemperatur der Widerstand auf null, verschwindet also. Beim Überschreiten der Sprungtemperatur tritt der Widerstand genauso plötzlich wieder auf, was bei stromdurchflossenen Spulen aus Supraleitern zur Zerstörung durch Quenchen, also massive Überhitzung der betroffenen Stelle, führen kann.
In Gasen, Lösungen und Elektrolyten ist der Widerstand stark temperaturabhängig, da dort die Beweglichkeit und die Anzahl der Ionen mit steigender Temperatur stark zunimmt (bei schwachen Elektrolyten ist der Dissoziationsgrad stark temperaturabhängig). In der Regel steigt die Ladungsträgerbeweglichkeit mit der Temperatur und die Leitfähigkeit steigt.